# سفارة بولندا في سويسرا
سفارة بولندا في سويسرا هي أرفع تمثيل دبلوماسي لدولة بولندا لدى سويسرا. تقع السفارة في برن وهي تهدف لتعزيز المصالح البولندية في سويسرا.

## وصلات خارجية
- الموقع الرسمي
- قائمة سفارات بولندا
- قائمة السفارات في سويسرا